# Wetsdokters
Wetsdokters is de naam van een achtdelige human interestreeks over vijf Vlaamse wetsdokters die in het voorjaar van 2019 op de Vlaamse televisiezender VTM werd uitgezonden. De reeks werd opgenomen door productiehuis PIT. in opdracht van VTM Nieuws. De vijf wetsdokters die in de reeks aan bod komen, zijn dr. Evy De Boosere (UZA), dr. Diona D'Hondt (UZA), dr. Wim Develter (UZ Leuven/Heilig-Hart Lier), prof. dr. Werner Jacobs (UZA) en prof. dr. Wim Van De Voorde (UZ Leuven). Sommigen van hen werkten ook mee aan de eerder dat jaar uitgezonden reeks Misdaaddokters op Canvas. In de reeks werden elke aflevering telkens twee waargebeurde (moord)zaken, waar een van de hiervoor vermelde wetsdokters bij betrokken was, gereconstrueerd aan de hand van getuigenissen, archiefmateriaal en reconstructiebeelden. Daarbij vertelden de wetsdokters hoe ze te werk gingen en welke belangrijke sporen zij ontdekten. Ook beantwoordden zij vragen over hun privéleven.

## Afleveringen
| Aflevering | Uitzenddatum  |
| ---------- | ------------- |
| 1          | 3 april 2019  |
| 2          | 10 april 2019 |
| 3          | 17 april 2019 |
| 4          | 24 april 2019 |
| 5          | 1 mei 2019    |
| 6          | 8 mei 2019    |
| 7          | 15 mei 2019   |
| 8          | 22 mei 2019   |